# Charles Bozon
Pour les articles homonymes, voir Bozon.
Charles Bozon, né le 15 décembre 1932 à Chamonix, dans le département de la Haute-Savoie et mort le 7 juillet 1964 dans une avalanche à l’aiguille Verte, est un skieur alpin et alpiniste français.

## Biographie
Avant de construire son chalet à Chamonix au hameau des Pélerins où il était né le 15 décembre 1932, Charles Bozon vivait à Joux, un petit village situé sur la commune de Passy en Haute-Savoie.
Skieur passionné par la compétition, perfectionniste et très rigoureux dans sa préparation des courses, Charles Bozon est plusieurs fois médaillé aux jeux olympiques et aux championnats du monde de ski alpin. Son goût pour la compétition l’amène également à  participer à des rallyes automobiles. Bien que surtout connu pour ses performances à ski, Charles Bozon est aussi alpiniste, « encore plus doué en alpinisme qu’en ski » selon Jean Franco. Professeur d’alpinisme à l’ENSA, il abandonne ses fonctions de professeur à la fin de l’été 1963 pour travailler à la direction du téléphérique du Brévent.

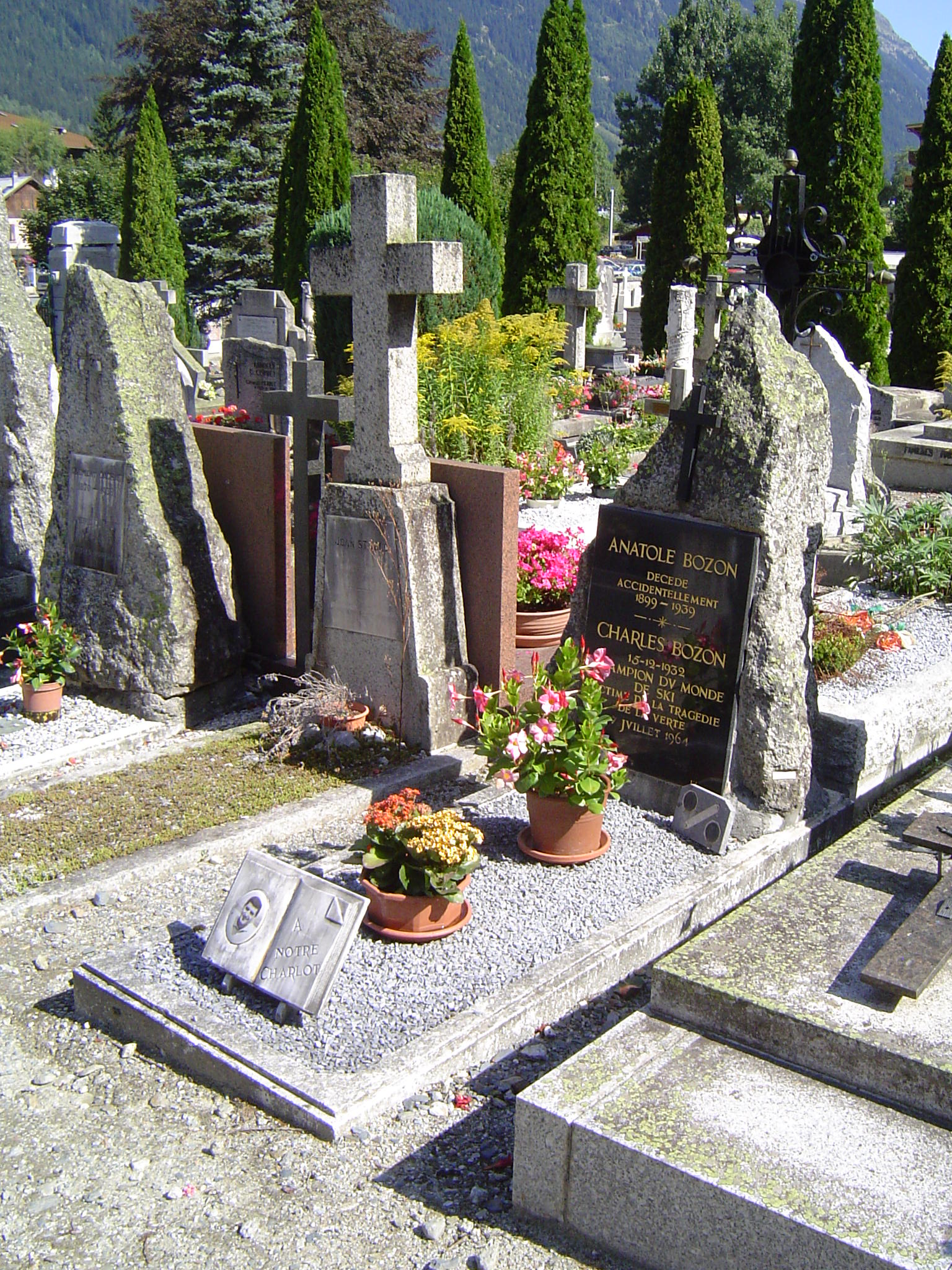
La tombe de Charles Bozon au cimetière de Chamonix-Mont-Blanc

Le 7 juillet 1964, Charles Bozon se joint à trois de ses anciens collègues de l’ENSA (Jean-Louis Jond, Maurice Simond et Réné Novel) ainsi qu’à l’himalayiste Jean Bouvier pour accompagner un groupe de neuf élèves guides pour leur dernière course avant leur diplôme. Ils entreprennent l’ascension de l’aiguille Verte par l’arête des Grands Montets. À environ soixante-dix mètres sous le sommet, en haut du couloir Cordier, une plaque de neige de vingt-cinq centimètres d’épaisseur se détache sous le poids des alpinistes et les emporte dans les éboulis et au pied du couloir où ils trouvent tous la mort,.
La mort de Charles Bozon provoque une forte émotion et l’événement fait la une de Paris Match qui lui consacra douze pages. À Joux, la petite montée du village porte son nom, la montée Charles Bozon.

## Décoration
- Officier de l'ordre du Mérite sportif, à titre exceptionnel (1960)[4]
  - Chevalier à titre exceptionnel (1959)[5]

## Palmarès

### Jeux olympiques d'hiver
| Épreuve / Édition         | Descente | Slalom géant | Slalom |
| JO 1956 Cortina d'Ampezzo | 8e       | 5e           | 7e     |
| JO 1960 Squaw Valley      | 8e       | 9e           | Bronze |

### Championnats du monde
| Épreuve / Édition         | Descente | Slalom géant | Slalom      | Combiné |
| Mondiaux 1954 Åre         | 5e       | —            | —           | —       |
| JO 1956 Cortina d'Ampezzo | 8e       | 5e           | 7e          | Argent  |
| Mondiaux 1958 Bad Gastein | —        | Abandon      | Disqualifié | —       |
| JO 1960 Squaw Valley      | 8e       | 9e           | Bronze      | Argent  |
| Mondiaux 1962 Chamonix    | —        | —            | Or          | —       |

### Arlberg-Kandahar
- Meilleur résultat : 2e place dans le slalom et le combiné 1954 à Garmisch, dans le combiné 1955 à Mürren et dans la descente et le combiné 1957 à Chamonix

### Championnat de France de ski
- Champion de France de descente en 1956 et 1957
- Champion de France de géant en 1956 et 1961
- Champion de France de slalom en 1956 et 1961